# Tubiluchidae
Tubiluchidae is een familie in de taxonomische indeling van de peniswormen (Priapulida).

## Taxonomie
- Geslacht Tubiluchus
  - Tubiluchus arcticus
  - Tubiluchus australensis
  - Tubiluchus corallicola
  - T. pardosi Schmidt-Rhaesa, Panpeng & Yamasaki 2017[1]
  - Tubiluchus philippinensis
  - Tubiluchus remanei
  - T. soyoae Schmidt-Rhaesa, Panpeng & Yamasaki 2017[1]
  - Tubiluchus troglodytes
  - Tubiluchus vanuatensis